# Federazione pallavolistica del Belgio
La Federazione belga di pallavolo (fra. Fédération royale belge de Volley-Ball, FRBVB) è un'organizzazione fondata per governare la pratica della pallavolo in Belgio.
Organizza il campionato maschile e femminile, e pone sotto la propria egida la nazionale maschile e femminile.
Ha aderito alla FIVB nel 1947.